# 経済バラエティ番組「Bプロジェクトたむら社長室」
『B☆プロジェクト -たむら社長室-』は2014年10月から2015年9月までサンテレビジョンで放送していた経済バラエティ番組。

## 概要
日本経済を支えるサラリーマンやOLにもっと元気になってもらいたい。社会人予備軍の学生に夢を持って本気で頑張っている会社を紹介したい。そんな想いを元気ある起業家をゲストに招いて、起業のきっかけ、成功秘訣、失敗エピソードなどを、お笑いタレントであり実業家である「たむけん」ことたむらけんじが、分かりやすく楽しく紹介している。

## キャスト
- たむらけんじ（社長）
- 桜 稲垣早希（秘書）
- ドーキンズ英里奈（秘書）
- 菅生新（社長室長）
- Dr.イトー（主治医）

若手芸人（営業）
- 三浦マイルド
- 土肥ポン太
- ミサイルマン
- クロスバー直撃
- こづまとり

ほか

## 出演ゲスト企業
- 株式会社ラウンドワン
- カトープレジャーグループ
- 株式会社アセット・ブレインズ・インターナショナル
- 株式会社 喜代村
- Hito.co 株式会社
- 夢の街創造委員会株式会社
- 株式会社Kei's
- 大阪プロレス
- 株式会社TAT
- アパホテル株式会社
- 株式会社ハウスドゥ
- イートアンド株式会社
- 株式会社京ろまん
- 株式会社サラヴィオ化粧品
- 株式会社サンクレスト
- 株式会社アーク・クエスト
- リハコンテンツ株式会社
- 株式会社吉寿屋
- 株式会社宇治園
- 株式会社キノシタ
- G LION GROUP
- 株式会社オークファン
- 株式会社イー・ロジット
- ライフネット生命保険株式会社
- 株式会社エコリング
- 株式会社エスケイジャパン
- 株式会社長沼
- 株式会社八角
- 日本貿易株式会社
- 株式会社永賢組
- 株式会社アローズコーポレーション
- 株式会社寿幸
- 株式会社タカショー
- 株式会社アクアイグニス
- 株式会社熊五郎
- 株式会社コイサンズ
- 株式会社鳥貴族
- Suprieve株式会社
- 株式会社アイケイ
- リンクエイジ株式会社
- 株式会社ワン・ダイニング
- 有限会社イヴュール
- 株式会社アライヴン
- 株式会社SCR-JAPAN

## 放送日
- サンテレビ 月曜日24:30
- 奈良テレビ 月曜日25:00
- 三重テレビ 火曜日25:20
- テレビ神奈川 火曜日25:00

## 制作・著作
- 株式会社 誠義堂